# Pierella lamia
Espèce
 Pierella lamia est une espèce d'insectes lépidoptères (papillons) de la famille des Nymphalidae, de la sous-famille des Satyrinae, de la tribu des Haeterini et du genre Pierella. 

## Description
Pierella lamia est un papillon d'une envergure d'environ 60 mm aux ailes antérieures allongées à apex arrondi au dessus beige rayé de trois lignes marron, avec aux ailes postérieures une ligne submarginale de cinq ocelles marron foncé pupillés de blanc,.

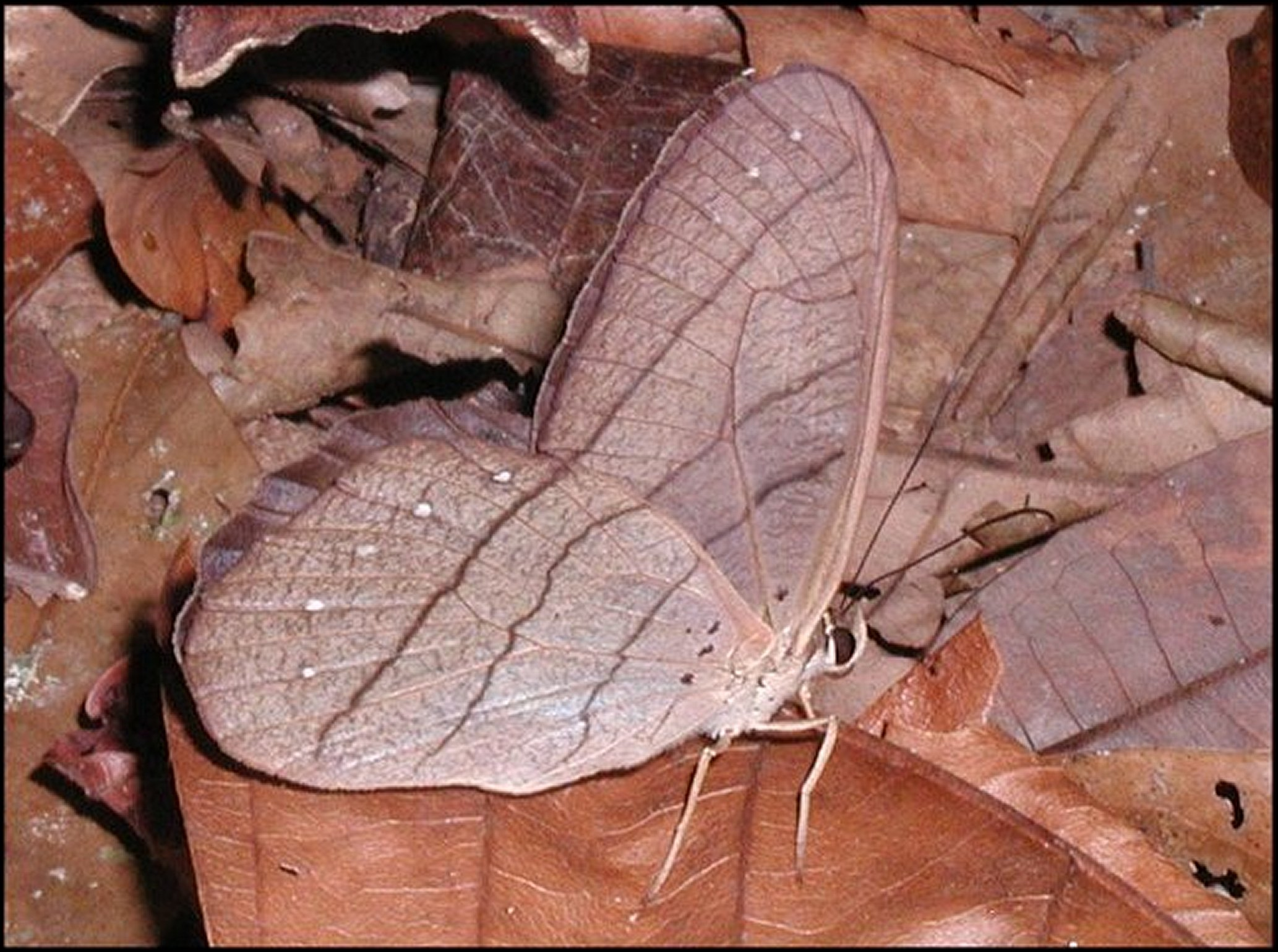
Pierella lamia Revers

## Biologie
Pierella lamia vole toute l'année en Guyane.

## Écologie et distribution
Pierella astyoche est présent en Guyane, en Guyana, au Surinam, en Colombie, en Équateur, en Bolivie et au Brésil,.

### Biotope
Pierella lamia réside en sous-bois dans la forêt tropicale humide.

## Systématique
Pierella lamia a été décrit par l'entomologiste Johann Heinrich Sulzer en 1776, sous le nom initial de papilio lamia, reclassé dans le genre Pierella.

### Synonymie
- Papilio lamia Sulzer, 1776 Protonyme

### Noms vernaculaires
Pierella lamia se nomme Sulzer's Lady Slipper en anglais .

### Sous-espèces
- Pierella lamia lamia, présent en Guyane, en Guyana et au Surinam.

Synonymie pour cette sous-espèce  
Papilio rhea (Fabricius, 1775)
Papilio dyndimene (Cramer, 1779)
Pierella luna ab. albina (Oberthür, 1896)
- Pierella lamia chalybaea Godman, 1905, présent en Colombie et au Brésil.

Synonymie pour cette sous-espèce 
Haetera lamia f. columbina (Krüger, 1925) 
- Pierella lamia boliviana (Brown, 1948); présent en Bolivie[3].

## Pierella lamiaet l'Homme

### Protection
Pas de statut de protection particulier